# Maaya Uchida
Maaya Uchida (内田 真礼, Uchida Maaya, Tóquio, 27 de dezembro de 1989) é uma atriz e seiyu (dubladora) japonesa de Tóquio que trabalha para I'm Enterprise.